# Evaluación del riesgo laboral
La evaluación de riesgos laborales es un proceso destinado a identificar y localizar los posibles riesgos para la seguridad y salud de los trabajadores y a realizar una valoración de los mismos que permita priorizar su corrección. Este proceso busca prevenir accidentes, enfermedades ocupacionales y mejorar las condiciones de trabajo, contribuyendo así a la protección y bienestar de los empleados.
Los métodos más sencillos y comunes valoran los riesgos en función de sus consecuencias y la probabilidad de que se materialicen. Basándose en este criterio general se han propuesto distintas metodologías que, generalmente, dividen las consecuencias y la probabilidad en tres o más niveles. Una vez definidos estos niveles se utiliza una matriz que los relaciona para determinar la magnitud del riesgo.
Este proceso es altamente subjetivo. Por ello, se han desarrollado gran número de variantes que intentan hacerlo más objetivo. Es común el uso de listas de chequeo y el análisis del histórico de accidentes para concretar las consecuencias así como de los índices de accidentabilidad para aproximar la probabilidad.

### Fases del proceso
1. Identificación de riesgos: en esta etapa, se identifican y enumeran los posibles peligros presentes en el entorno laboral. Estos pueden ser físicos, biológicos, químicos, ergonómicos y psicosociales.
2. Análisis de riesgos:  se elabora una evaluación minuciosa de cada riesgo identificado para determinar su probabilidad de ocurrencia y el grado de severidad.
3. Determinación de medidas preventivas: en base al análisis previo, se desarrollan e implementan medidas preventivas para aminorar o eliminar los riesgos. Estas pueden causar cambios en los procesos de trabajo, la introducción de EPIS y la capacitación de los empleados.
4. Seguimiento y revisión continua: la evaluación de riesgos debe revisarse con frecuencia para asegurar su eficacia a medida que las condiciones de trabajo evolucionan.